# Angola
Angola, oficialmente República de Angola, é um país da costa ocidental de África, cujo território principal é limitado a norte e a nordeste pela República Democrática do Congo, a leste pela Zâmbia, a sul pela Namíbia e a oeste pelo Oceano Atlântico. Inclui também o exclave de Cabinda, através do qual faz fronteira com a República do Congo, a norte. Para além dos vizinhos já mencionados, Angola é o país mais próximo da colónia britânica de Santa Helena.
Os portugueses estiveram presentes desde o século XV em alguns pontos do que é hoje o território de Angola, interagindo de diversas maneiras com os povos nativos, principalmente com os habitantes do litoral. A delimitação do território apenas aconteceu no início do século XX. O primeiro europeu a chegar a Angola foi o explorador português Diogo Cão. Angola foi uma colónia portuguesa que apenas abrangeu o actual território do país no século XIX e a "ocupação efectiva", como determinado pela Conferência de Berlim em 1884, aconteceu apenas na década de 1920.
A independência do domínio português foi alcançada em 1975, depois de uma guerra de independência. O Brasil foi o primeiro país a reconhecer a independência do país, ainda em 1975. Após a independência, Angola foi palco de uma longa e devastadora guerra civil, de 1975 a 2002, sobretudo entre o MPLA e a UNITA. Apesar do conflito interno, áreas como a Baixa de Cassanje mantiveram activos seus sistemas monárquicos regionais. No ano de 2000 foi assinado um acordo de paz com a Frente para a Libertação do Enclave de Cabinda, organização de guerrilha que luta pela secessão de Cabinda e que ainda se encontra activa. É da região de Cabinda que sai aproximadamente 65% do petróleo de Angola.
O país tem vastos recursos naturais, como grande reservas de minerais e de petróleo e, desde 1990, sua economia tem apresentado taxas de crescimento que estão entre as maiores do mundo, especialmente depois do fim da guerra civil. No entanto, os padrões de vida angolanos continuam baixos e cerca de 70% da população vive com menos de dois dólares por dia, enquanto as taxas de expectativa de vida e mortalidade infantil no país continuam entre as piores do mundo, além da presença proeminente da desigualdade económica, visto que a maioria da riqueza do país está concentrada numa parte desproporcionalmente pequena da população. Angola também é considerada um dos países menos desenvolvidos do planeta conforme a Organização das Nações Unidas (ONU) e um dos mais corruptos do mundo pela Transparência Internacional.

## Etimologia
O nome Angola é uma derivação portuguesa do termo banto n’gola, título dos reis do Reino do Dongo existente na altura em que os portugueses se estabeleceram em Luanda, no século XVI. O termo tem raízes no termo ngolo que significa "força" em quimbundo e em quicongo, línguas dos povos ambundos e congos respectivamente. Quando os portugueses chegaram à região da província de Luanda, observaram que o monarca local, Angola Quiluanje era assim denominado, passando a chamar o Reino Angola-Dongo com este título.

## História

### Pré-Colonização
Os habitantes originais de Angola foram caçadores-colectores coissã, dispersos e pouco numerosos. A expansão dos povos bantos, chegando do norte a partir do segundo milénio, forçou os coissã (quando não eram absorvidos) a recuar para o sul onde grupos residuais existem até hoje, em Angola, na Namíbia e no Botsuana.
Os bantos eram agricultores e caçadores. A sua expansão, a partir da África Centro-Ocidental, se deu em grupos menores, que se relocalizaram de acordo com as circunstâncias político-económicas e ecológicas. Entre os séculos XIV e XVII, uma série de reinos foi estabelecida, sendo o principal o Reino do Congo, que abrangia o atual noroeste da Angola e uma faixa adjacente da hoje República Democrática do Congo, da República do Congo e do Gabão. A sua capital situava-se em Mabanza Congo e o seu apogeu se deu durante os séculos XIII e XIV.
Outro reino importante foi o Reino do Dongo, constituído naquela altura a Sul/Sudeste do Reino do Congo. No nordeste da Angola atual, mas com o seu centro no sul da atual República Democrática do Congo, constituiu-se, sem contacto com os reinos atrás referidos, o Reino de Lunda.
Em 1482 chegou na foz do rio Congo uma frota portuguesa, comandada pelo navegador Diogo Cão, que estabeleceu relações com o Reino do Congo, contacto este que viria a ser determinante para o futuro deste território e das suas populações.

### Colonização europeia
A partir do fim do século XV, Portugal seguiu na região uma dupla estratégia. Por um lado, marcou continuamente presença no Reino do Congo, por intermédio de (sempre poucos, mas influentes) padres cultos (portugueses e italianos) que promoveram uma lenta cristianização e introduziram elementos da cultura europeia. Por outro, estabeleceu em 1575 uma feitoria em Luanda, num ponto de fácil acesso ao mar e à proximidade dos reinos do Congo e de Dongo. Gradualmente tomaram o controle, através de uma série de tratados e guerras, de uma faixa que se estendeu de Luanda em direcção ao Reino do Dongo. Este território, de uma dimensão ainda bastante limitada, passou mais tarde a ser designado como Angola. Por intermédio dos Reinos do Congo, do Dongo e da Matamba, Luanda desenvolveu um tráfico de escravos com destino a Portugal, ao Brasil e à América Central que passou a constituir a sua base económica. Esse processo tem que ser visto contra o pano de fundo de um sistemático tráfego de escravos a partir de Luanda.
Os holandeses ocuparam Angola entre 1641 e 1648, procurando estabelecer alianças com os estados africanos da região. Em 1648, Portugal retomou Luanda e iniciou um processo de conquista militar dos estados do Congo e Dongo que terminou com a vitória dos portugueses em 1671, redundando num controle sobre aqueles reinos.
No entanto, Portugal tinha começado a estender a sua presença no litoral em direcção ao Sul. Em 1657 estabeleceu uma povoação perto da actual cidade de Porto Amboim, transferida em 1617 para a actual Benguela que se tornou numa segunda feitoria, independente da de Luanda. Benguela assumiu aos poucos o controle sobre um pequeno território a norte e leste, e iniciou por sua vez um tráfego de escravos, com a ajuda de intermediários africanos radicados no Planalto Central da Angola de hoje.
Embora tenha, desde o início da sua presença em Luanda e Benguela, havido ocasionais incursões dos portugueses para lá dos pequenos territórios sob o seu controle, esforços sérios de penetração no interior apenas começaram nas primeiras décadas do século XIX, abrandado em meados daquele século, mas recomeçando com mais vigor nas suas últimas décadas. Estes avanços eram em parte militares, visando o estabelecimento de um domínio duradouro sobre determinadas regiões, e tiveram geralmente que vencer, pelas armas, uma resistência maior ou menor das respectivas populações. Em outros casos tratou-se, no entanto, apenas de criar postos avançados destinados a facilitar a extensão de redes comerciais. Formas particulares de penetração económica foram desenvolvidas no Sul, a partir de Moçâmedes (hoje Namibe). Finalmente, houve naquele século a implantação das primeiras missões católicas para lá dos perímetros controlados por Luanda e Benguela.

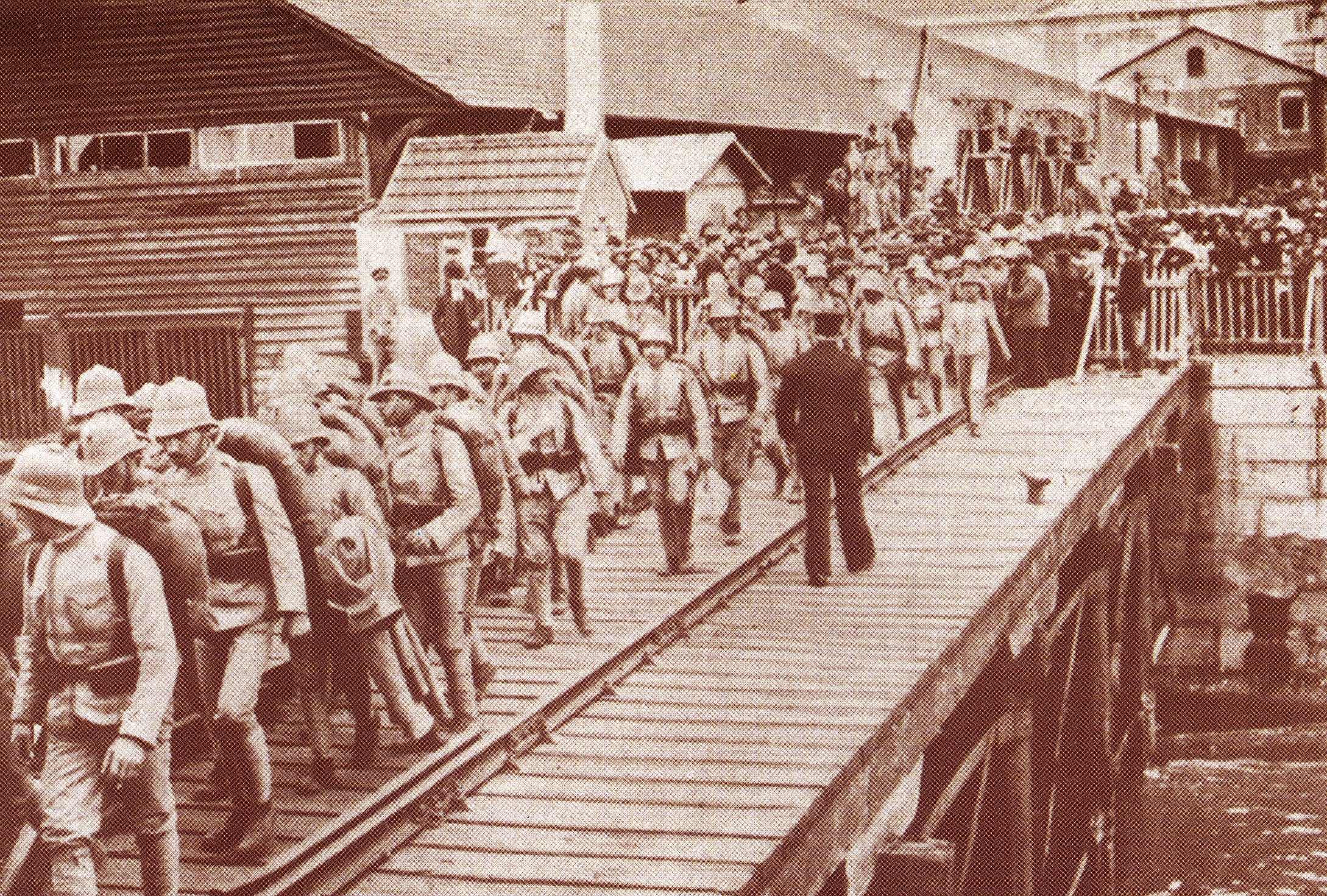
Soldados portugueses embarcando para Angola durante a Primeira Guerra Mundial

No momento em que se realizou em 1884/85 a Conferência de Berlim, destinada a acertar a distribuição de África entre as potências coloniais, Portugal pôde fazer valer uma presença secular em dois pontos do litoral, e uma presença mais recente (administrativa/militar, comercial, missionária) numa série de pontos do interior, mas estava muito longe de uma "ocupação efectiva" do território hoje abrangido por Angola.[carece de fontes?]
Perante a ameaça das outras potências coloniais, de se apropriarem de partes do território reclamada por Portugal, este país iniciou finalmente, na sequência da Conferência de Berlim, um esforço que visava a ocupação de todo o território da Angola actual. Dados os seus recursos limitados, os progressos neste sentido foram, no entanto, lentos: ainda em 1906, apenas 5% a 6% dos territórios podiam, com alguma razão, ser considerados "efectivamente ocupados". Só depois do advento da República em Portugal, em 1910, a expansão do Estado colonial avançou de forma mais consequente. Em meados dos anos 1920 estava alcançado um domínio integral do território, muito embora houvesse ainda em 1941 um breve surto de "resistência primária", da parte da etnia vacuval. Embora lento, este esforço de ocupação não deixou, porém, de provocar novas dinâmicas sociais, económicas e políticas.

### Processo de descolonização
Alcançada a desejada "ocupação efectiva", Portugal — melhor dito: o regime ditatorial, entretanto instaurado naquele país por António de Oliveira Salazar — concentrou-se em Angola na consolidação do Estado colonial. Esta meta foi atingida com alguma eficácia. Num lapso de tempo relativamente curto foi edificada uma máquina administrativa dotada de uma capacidade não sem falhas, mas sem dúvida significativa de controle e de gestão. Esta garantiu o funcionamento de uma economia assente em dois pilares: o de uma imigração portuguesa que, em poucas décadas, fez subir a população europeia para mais de 100 000, com uma forte componente empresarial, e o de uma população africana sem direito à cidadania, na sua maioria — ou seja, com a excepção dos povos (agro-)pastores do Sul — remetida para uma pequena agricultura orientada para os produtos exigidos pelo colonizador (café, milho, sisal), pagando impostos e taxas de vária ordem, e muitas vezes obrigada, por circunstâncias económicas e/ou pressão administrativa, a aceitar trabalhos assalariados geralmente mal pagos.
Entre 1939 e 1943, o exército português realizou operações contra os nómadas Mucubal, acusados de rebelião, que levaram à morte de metade de sua população. Os sobreviventes foram encarcerados em campos de trabalho forçado, onde a grande maioria deles pereceu devido à brutalidade do sistema de trabalho, subnutrição e execuções.
Nos anos 1950 começou a articular-se uma resistência multifacetada contra a dominação colonial, impulsionada pela descolonização que se havia iniciado no continente africano, depois do fim da Segunda Guerra Mundial, em 1945. Esta resistência, que visava a transformação da colónia de Angola em país independente, desembocou a partir de 1961 num combate armado contra Portugal que teve três principais protagonistas:
- o Movimento Popular de Libertação de Angola (MPLA), cuja principal base social eram os ambundos e a população mestiça, bem como partes da inteligência branca, e que tinha laços com partidos comunistas em Portugal e países pertencentes ao então Pacto de Varsóvia;
- a Frente Nacional de Libertação de Angola (FNLA), com fortes raízes sociais entre os congos e vínculos com o governo dos Estados Unidos e ao regime de Mobutu Sese Seko no Zaire, entre outros;
- a União Nacional para a Independência Total de Angola (UNITA), socialmente enraizada entre os ovimbundos e beneficiária de algum apoio por parte da China.[nota 6]

Logo depois do início do conflito armado, uma "ala liberal" no seio da política portuguesa impôs uma reorientação incisiva da política colonial. Revogando já em 1962 o Estatuto do Indigenato e outras disposições discriminatórias, Portugal concedeu direitos de cidadão a todos os habitantes de Angola que de "colónia" passou a "província" e mais tarde a "Estado de Angola". Ao mesmo tempo, expandiu enormemente o sistema de ensino, dando assim à população negra possibilidades inteiramente novas de mobilidade social — pela escolarização e a seguir por empregos na função pública e na economia privada.
A finalidade desta reorientação foi a de ganhar "mentes e corações" das populações angolanas para o modelo de uma Angola multi-racial que continuasse a fazer parte de Portugal, ou ficar estreitamente ligado à "Metrópole". Essa opção foi, no entanto, rejeitada pelos três movimentos de libertação que continuaram a sua luta. Nesta começaram, porém, a registar-se mais retrocessos do que progressos, e nos primeiros anos 1970 as hipóteses de conseguir a independência pelas armas tornaram-se muito fracas.
Na maior parte do território a vida continuou com a normalidade colonial. É certo que houve uma série de medidas de segurança, das quais algumas — como controles de circulação, ou o estabelecimento de "aldeias concentradas" em zonas como o Planalto Central, no Cuanza Norte e no Cuanza Sul. — afectaram a população em grau maior ou menor.
A situação alterou-se completamente quando em abril de 1974 aconteceu em Portugal a Revolução dos Cravos, um golpe militar que pôs fim à ditadura em Portugal. Os novos detentores do poder proclamaram de imediato a sua intenção de permitir sem demora o acesso das colónias portuguesas à independência.
A perspectiva da independência provocada pela Revolução dos Cravos em Portugal, em abril de 1974, e a cessação imediata dos combates por parte das forças militares portuguesas em Angola, levou a uma acirrada luta armada pelo poder entre os três movimentos e os seus aliados.
A FNLA entrou em Angola com um exército regular, treinado e equipado pelas Forças Armadas Zairenses, com o apoio dos EUA; o MPLA conseguiu mobilizar rapidamente a intervenção de milhares de soldados cubanos, com o apoio logístico da União Soviética; e a UNITA obteve o apoio das forças armadas do regime de apartheid então vigente na África do Sul. Esforços do novo regime português para que se constituísse um governo de unidade nacional não tiveram êxito. Entretanto, a luta da liderança do MPLA pelo poder, antes e depois da declaração da independência, causou inúmeras vítimas.
O conflito armado levou à saída — com destino a Portugal, mas também à África do Sul e ao Brasil — da maior parte dos cerca de 350 000 portugueses que na altura estavam radicados em Angola. Em consequência da política colonial, estes constituíam a maior parte dos quadros do território, o que levou a que a administração pública, a indústria, a agricultura e o comércio caíssem em colapso. Por outro lado, os ovimbundos que tinham sido recrutados pela administração colonial para trabalhar nas plantações de café e tabaco e nas minas de diamantes do Norte, também decidiram voltar às suas terras de origem no planalto central. A outrora próspera economia angolana caiu assim em decadência.
No dia 11 de novembro de 1975 foi proclamada a independência de Angola, pelo MPLA em Luanda, e pela FNLA e UNITA, em conjunto no Huambo. As forças armadas Portuguesas que ainda permaneciam no território regressaram a Portugal.

### Independência, Guerra Civil e República
Com a independência de Angola começaram dois processos que se condicionaram mutuamente. Por um lado, o MPLA — que em 1977 adoptou o marxismo-leninismo como doutrina — estabeleceu um regime político e económico inspirado pelo modelo então em vigor nos países do "bloco socialista", portanto monopartidário e baseado numa economia estatal, de planificação central. Enquanto a componente política deste regime chegou a funcionar dentro dos moldes postulados, embora com um rigor algo menor do que em certos países "socialistas" da Europa. A componente económica foi fortemente prejudicada pela luta armada e, no fundo, só se sustentou graças ao petróleo cuja exploração o regime confiou a companhias petrolíferas americanas.[carece de fontes?]
Por outro lado, iniciou-se logo depois da declaração da independência a Guerra Civil Angolana entre os três movimentos, uma vez que a FNLA e, sobretudo, a UNITA não se conformaram nem com a sua derrota militar, nem com a sua exclusão do sistema político. Esta guerra durou até 2002 e terminou com a morte, em combate, do líder histórico da UNITA, Jonas Savimbi. Assumindo raramente o carácter de uma guerra "regular", ela consistiu no essencial numa guerra de guerrilha que nos anos 1990 envolveu praticamente o país inteiro. Ela custou milhares de mortos e feridos e destruições de vulto em aldeias, cidades e infraestruturas (estradas, caminhos de ferro, pontes). Uma parte considerável da população rural, especialmente a do Planalto Central e de algumas regiões do Leste, fugiu para as cidades ou para outras regiões, inclusive países vizinhos.[carece de fontes?]
No fim dos anos 1990, o MPLA decidiu abandonar a doutrina marxista-leninista e mudar o regime para um sistema de democracia multipartidária e uma economia de mercado. UNITA e FNLA aceitaram participar no regime novo e concorreram às primeiras eleições realizadas em Angola, em 1992, das quais o MPLA saiu como vencedor. Não aceitando os resultados destas eleições, a UNITA retomou de imediato a guerra, mas participou ao mesmo tempo no sistema político.[carece de fontes?]
Logo a seguir a morte do seu líder histórico, a UNITA abandonou as armas e seu braço armado — as Forças Armadas de Libertação de Angola (FALA) — foi desmobilizado ou integrado nas Forças Armadas Angolanas. Tal como a FNLA, passou a concentrar-se na participação, como partido, no parlamento e outras instâncias políticas. Na situação de paz, depois de quatro décadas de conflito armado, começou a reconstrução do país e, graças a um notável crescimento da economia, um desenvolvimento globalmente bastante acentuado, mas por enquanto com fortes disparidades regionais e desigualdades sociais. A paz está também a favorecer a consolidação de uma identidade social abrangente, "nacional", que começou a formar-se paulatinamente a partir dos anos 1950.[carece de fontes?]
Politicamente, continua a ter um forte predomínio do MPLA, que obteve claras maiorias parlamentares nas eleições realizadas em 1992, 2008 e 2012, garantindo a permanência nas funções de Presidente do Estado, entre 1979 e 2017, de José Eduardo dos Santos. Enquanto a FNLA desapareceu praticamente da cena, a UNITA consolidou, nas eleições de 2012, a sua posição como principal partido de oposição. A nível económico, Angola registou por um lado um forte crescimento, enfrentando, por outro lado, dificuldades que a obrigaram a solicitar o apoio do Fundo Monetário Internacional (FMI), não conseguindo travar o surgimento de desigualdades económicas e sociais muito acentuadas.

## Geografia

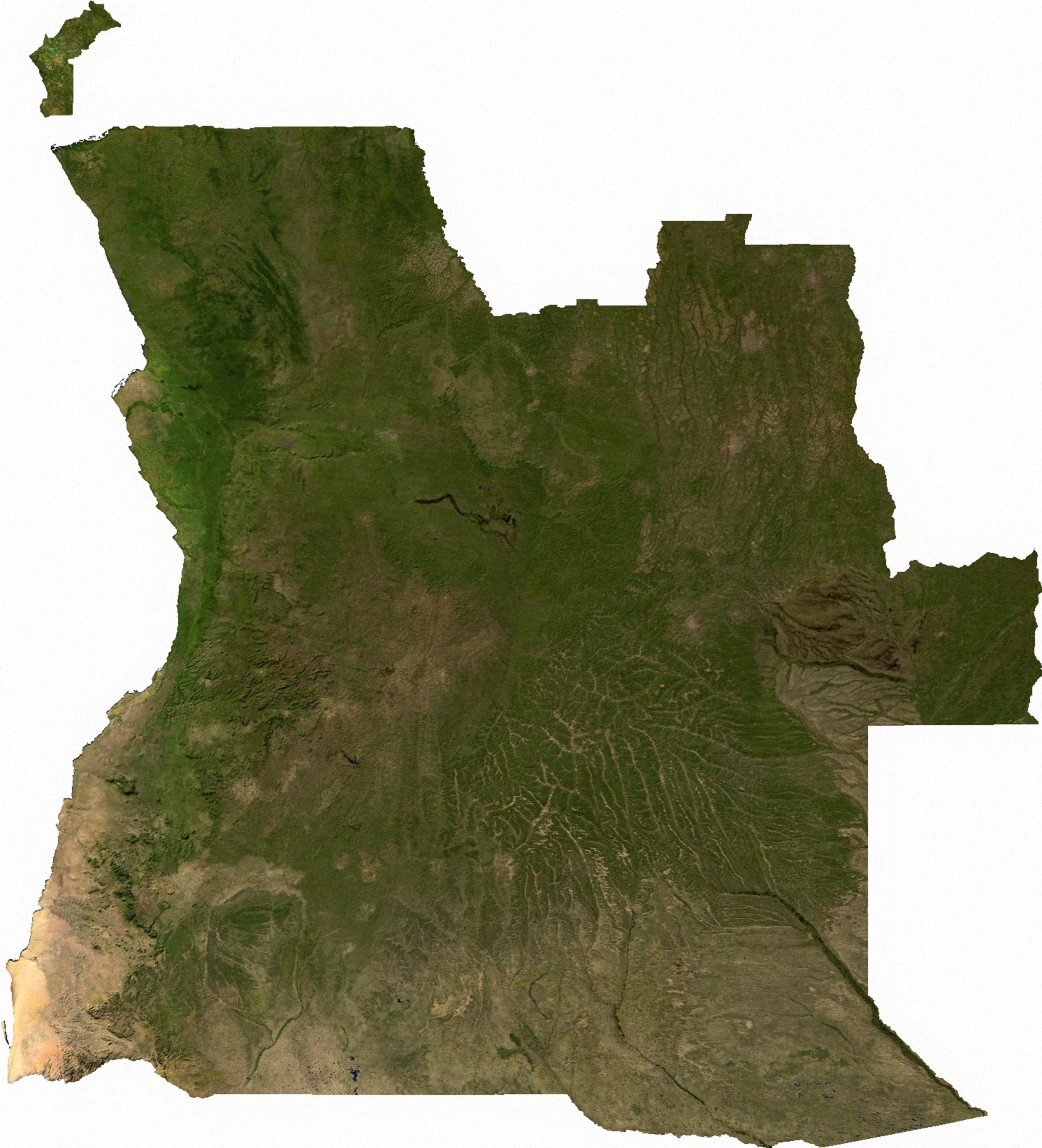
Imagem de satélite de Angola (The Map Library)

Angola situa-se na costa atlântica Sul da África Ocidental, entre a Namíbia e a República do Congo. Também faz fronteira com a República Democrática do Congo e a Zâmbia, a oriente. O país está dividido entre uma faixa costeira árida, que se estende desde a Namíbia, chegando praticamente até Luanda, um planalto interior húmido, uma savana seca no interior sul e sudeste, e floresta tropical no norte e em Cabinda.[carece de fontes?]
O rio Zambeze e vários afluentes do rio Congo têm as suas nascentes em Angola. A faixa costeira é temperada pela corrente fria de Benguela, originando um clima semelhante ao da costa do Peru ou da Baixa Califórnia. Existe uma estação das chuvas curta, que vai de fevereiro a abril. Os Verões são quentes e secos, os Invernos são temperados.
As terras altas do interior têm um clima suave com uma estação das chuvas de novembro a abril, seguida por uma estação seca, mais fria, de maio a outubro. As altitudes variam bastante, encontrando-se as zonas mais interiores entre os 1 000 e os 2 000 m. As regiões do norte e Cabinda têm chuvas ao longo de quase todo o ano. A maioria dos rios de Angola nasce no planalto do Bié, os principais são: o Cuanza, o Cuango, o Cuando, o Cubango e o Cunene.

### Clima

Angola pela classificação climática de Köppen-Geiger

Angola, apesar de se localizar numa zona tropical, tem um clima que não é caracterizado para essa região, devido à confluência de três factores: a Corrente de Benguela, fria, ao longo da parte sul da costa; o relevo no interior; e a influência do Deserto do Namibe, a sudoeste.[carece de fontes?]
Em consequência, o clima de Angola é caracterizado por duas estações: a das chuvas, de outubro a abril e a seca, conhecida por Cacimbo, de maio a agosto, mais seca, como o nome indica e com temperaturas mais baixas. Por outro lado, enquanto a orla costeira apresenta elevados índices de pluviosidade, que vão decrescendo de Norte para Sul e dos 800 mm para os 50 mm, com temperaturas médias anuais acima dos 23 °C, a zona do interior pode ser dividida em três áreas: Norte, com grande pluviosidade e temperaturas altas; Planalto Central, com uma estação seca e temperaturas médias da ordem dos 19 °C; e Sul com amplitudes térmicas bastante acentuadas devido à proximidade do Deserto do Calaari e à influência de massas de ar tropical.[carece de fontes?]

## Demografia
A população de Angola em 2014, depois do primeiro censo pós-independência e dos resultados definitivos do Recenseamento Geral da População e Habitação 2014, é de 25 789 024 habitantes, sendo 52% do sexo feminino.
A população do país deverá crescer para mais de 47 milhões de pessoas em 2060, quase duplicando o censo de 24,3 milhões em 2014. O último censo oficial foi realizado em 1970 e mostrou que a população total era de 5,6 milhões habitantes.

### Composição étnica

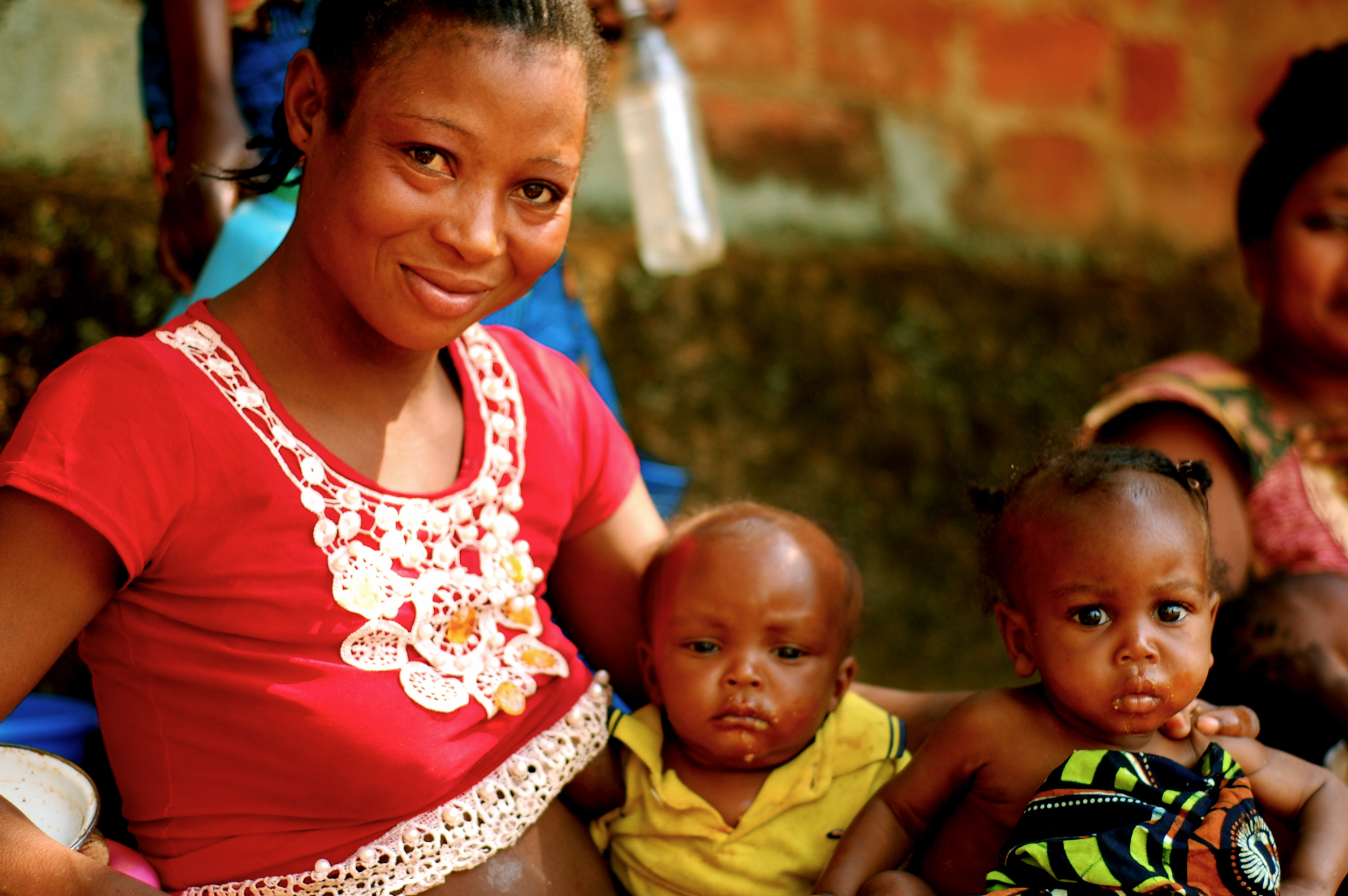
Mulher angolana com seus filhos

Em 2014 a população era composta por 37% de ovimbundos (língua umbundo), 25% de ambundos (língua quimbundo), 13% de congos (língua congo), 8% de chócues (língua chócue) e 14% de outros grupos étnicos (como os ovambos, os vambundas, os hereros, os nhaneca-humbes e os xindongas), bem como por cerca de 2% de mestiços (mistura de europeus e africanos) e 1% de europeus. Em 2014 as etnias dos ambundos e ovimbundos formavam, combinadas, a maioria da população (62%).
Estima-se que Angola recebeu pouco mais de 12 000 refugiados e de cerca de 3 000 requerentes de asilo até o final de 2007. Cerca de 11 000 desses refugiados eram originários da República Democrática do Congo (RDC), que chegaram em 1970. Em 2008, estimou-se que tinha aproximadamente 400 000 trabalhadores migrantes da RDC, ao menos 30 000 portugueses e cerca de 259 000 chineses vivendo em Angola.
Desde 2003, mais de 400 000 imigrantes congoleses foram expulsos de Angola. Antes da independência, em 1975, Angola tinha uma comunidade lusitana de cerca de 350 000 pessoas; em 2013 existiam cerca de 200 000 portugueses registados com os consulados. A população chinesa é de 258 920 pessoas, em sua maioria composta por migrantes temporários. A taxa de fecundidade total do país é de 5,54 filhos por mulher (estimativas de 2012), a 11ª maior do mundo.

### Línguas

Mapa etno-linguístico de Angola em 1970

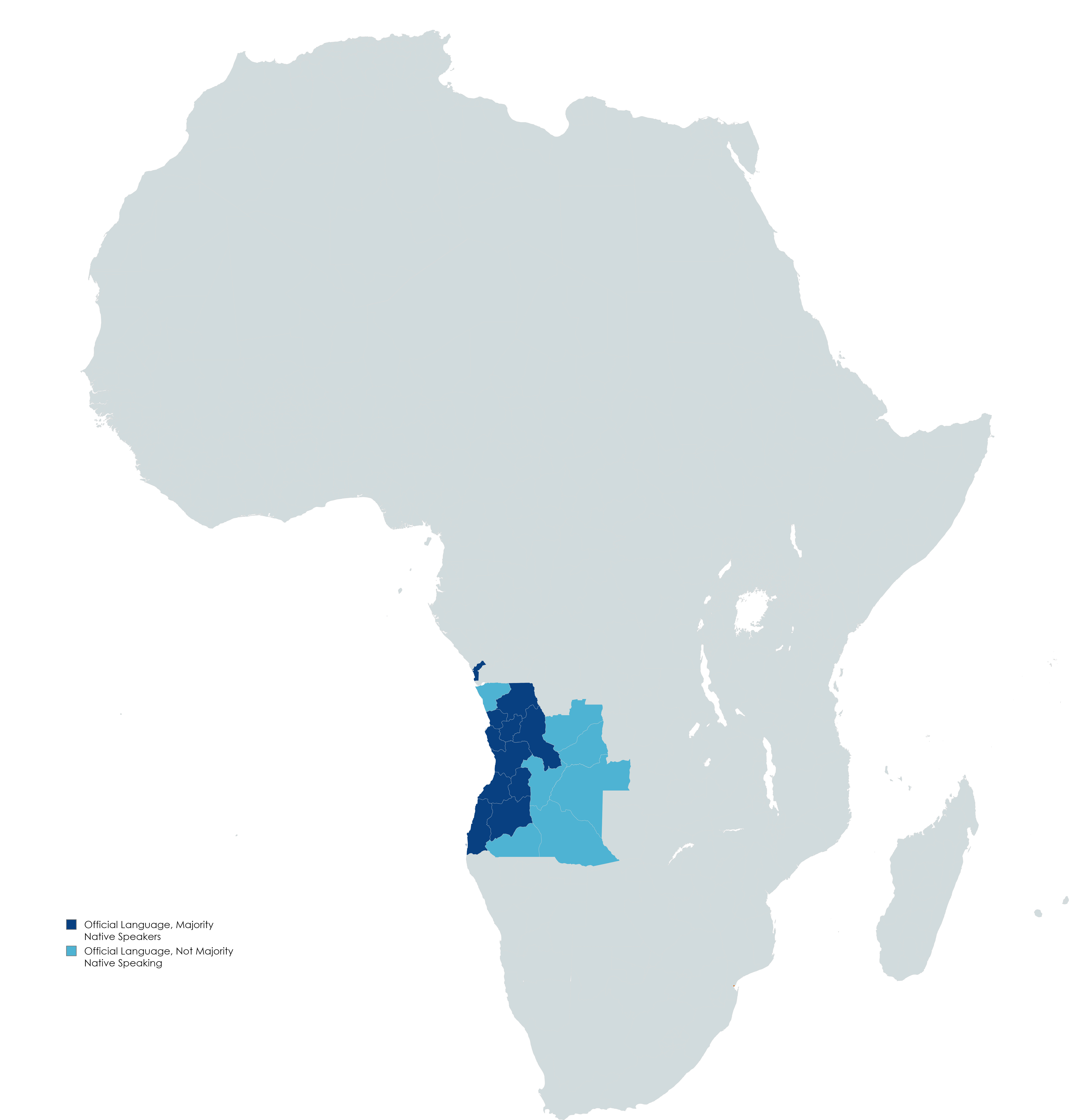
Províncias de Angola:
Português como língua nativa maioritária
Português como oficial, mas não idioma nativo maioritário

O português é a língua oficial de Angola. Dentre as línguas africanas faladas no país, algumas têm o estatuto de língua nacional. Essas, assim como as outras línguas africanas, são faladas pelas respectivas etnias e têm dialectos correspondentes aos subgrupos étnicos. A língua étnica com mais falantes em Angola é o umbundo, falado pelos ovimbundos na região centro-sul de Angola e em muitos meios urbanos. É língua materna de cerca de um terço dos angolanos.
O quimbundo (ou kimbundo) é a segunda língua étnica mais falada — por cerca da quarta parte da população, os ambundos que vivem na zona centro-norte, no eixo Luanda-Malanje e no Cuanza Sul. É uma língua com grande relevância, por ser a língua da capital e do antigo Reino do Dongo. Foi esta língua que deu muitos vocábulos à língua portuguesa e vice-versa. O quicongo (ou kikongo) falado no norte, (Uíge e Zaire) tem diversos dialectos. Era a língua do antigo Reino do Congo, e com a migração pós-colonial dos congos para o Sul esta tem hoje uma presença significativa também em Luanda. Ainda nesta região, na província de Cabinda, fala-se o fiote ou ibinda. O chócue (ou tchokwe) é a língua do leste, por excelência. Tem-se sobreposto a outras da zona leste e é, sem dúvida, a que teve maior expansão pelo território da actual Angola, desde a Lunda Norte ao Cuando-Cubango. Cuanhama (kwanyama ou oxikwanyama), nhaneca (ou nyaneca) e sobre tudo o umbundo são outras línguas de origem banta faladas em Angola. No sul de Angola são ainda faladas outras línguas, algumas pertencentes ao grupo coissã, faladas por pequenos grupos de san, também chamados bosquímanos, outras faladas por pequenas etnias bantas.
Embora as línguas étnicas sejam as habitualmente faladas pela maioria da população, o português é a primeira língua de 40% da população angolana — proporção que se apresenta muito superior na capital do país —, enquanto cerca de 71% dos angolanos afirmam usá-la como primeira ou segunda língua. Seis línguas étnicas têm o estatuto oficial de "língua nacional": por ordem de importância numérica são o umbundo, o quimbundo, o quicongo, o chócue, o ganguela e o cuanhama. Essas línguas ocupam um certo (limitado) espaço na comunicação social, em documentos (p.ex. avisos) exarados por entidades oficiais e na educação.[carece de fontes?]

### Religiões
Religião em Angola 2022
Em Angola existem actualmente cerca de 1000 religiões organizadas em igrejas ou formas análogas. Dados fiáveis quanto aos números dos fiéis não existem, mas a grande maioria dos angolanos adere a uma religião cristã ou inspirada pelo cristianismo. Cerca de 41% da população está ligada à Igreja Católica e cerca de 38% a uma das igrejas protestantes: as baptistas (Convenção Batista de Angola
e Igreja Baptista Evangélica em Angola), enraizadas principalmente entre os congos, as metodistas, concentradas na área dos ambundos, e as congregacionais, implantadas entre os ovimbundos, para além de comunidades mais reduzidas de protestantes reformados e luteranos. A estes há de acrescentar os adventistas, os neo-apostólicos e um grande número de igrejas pentecostais, algumas das quais com forte influência brasileira. Há, finalmente, duas igrejas do tipo sincrético, os quimbanguistas com origem no Congo-Quinxassa, e os tocoistas que se constituíram em Angola, ambas com comunidades de dimensão bastante limitada. É significativa, mas não passível de quantificação, a proporção de pessoas sem religião.[carece de fontes?]

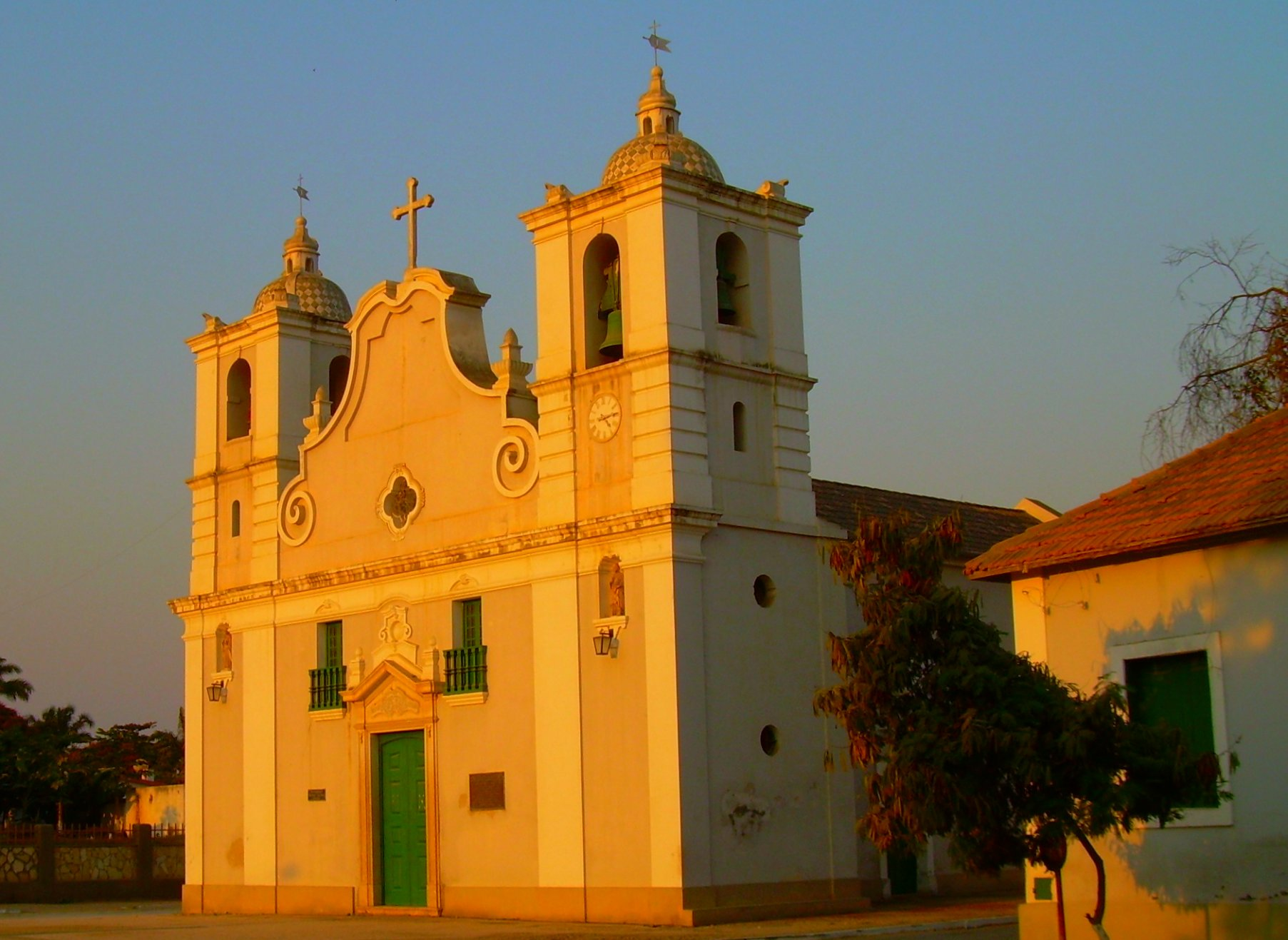
Igreja católica em Benguela

Os praticantes de religiões tradicionais africanas constituem uma pequena minoria, de carácter residual, mas entre os cristãos encontram-se, com alguma frequência, crenças e costumes herdados daquelas religiões. Há apenas 1 a 2% de muçulmanos, quase todos imigrados de outros países (p.ex. da África Ocidental), cuja diversidade não permite que constituam uma comunidade, apesar de serem todos sunitas Uma parte crescente da população urbana não tem ou não pratica qualquer religião, o que se deve menos à influência do Marxismo-Leninismo oficialmente professado na primeira fase pós-colonial, e mais à tendência internacional no sentido de uma secularização. Em contrapartida, a experiência com a Guerra Civil Angolana e com a pobreza acentuada levaram muitas pessoas a uma maior intensidade da sua fé e prática religiosa, ou então a uma adesão a igrejas novas onde o fervor religioso é maior. A Igreja Católica, as igrejas protestantes tradicionais e uma ou outra das igrejas pentecostais têm obras sociais de alguma importância, destinadas a colmatar deficiências quer da sociedade, quer do Estado. Tanto a Igreja Católica como as igrejas protestantes tradicionais pronunciam-se ocasionalmente sobre problemas de ordem política. O seu papel nas guerras anticolonial e civil tem dado margem a controvérsias.

## Governo e política
O regime político vigente em Angola é o presidencialismo, em que o Presidente da República é igualmente chefe do Governo, que tem ainda poderes legislativos. O ramo executivo do governo é composto pelo presidente João Lourenço, pela vice-presidente Esperança da Costa e pelo Conselho de Ministros. Os governadores das 21 províncias são nomeados pelo presidente e executam as suas directivas. A Lei Constitucional de 1992 estabelecia as linhas gerais da estrutura do governo e enquadra os direitos e deveres dos cidadãos. O sistema legal baseia-se no português e direito consuetudinário, mas é fraco e fragmentado. Existem tribunais só em 12 dos mais de 140 municípios do país.[carece de fontes?]
Entre os aspectos que merecem uma atenção especial estão os decorrentes das políticas chamadas de descentralização e desconcentração, adoptadas nos últimos anos, e que remetem para a necessidade de analisar a realidade política a nível regional (sobe tudo provincial) e local. Por outro lado, começa a fazer sentir-se um certo peso internacional de Angola, particularmente a nível regional, devido à sua força económica e ao seu poderia militar.
O que estes mecanismos significam na prática só pode ser compreendido contra o pano de fundo do peso esmagador, em termos de resultados eleitorais e de detenção e exercício do poder, do partido que se impôs no processo de descolonização e na guerra civil que se lhe seguiu, o MPLA. Com efeito, o regime acima descrito situa-se na categoria de sistema de partido dominante que tudo faz para perpetuar-se.
Em 2014, Angola subiu dois lugares no ranking mundial de governo eletrônico, de acordo com o relatório do Índice de Desenvolvimento de e-Government publicado pela ONU, que analisa o uso da tecnologia de informação e comunicação por parte dos governos na divulgação de informações e serviços públicos na Internet. A média no Índice de Desenvolvimento de E-Government em África é de 0,27. Angola encontra-se acima da média africana com um índice de desenvolvimento de 0,3.
Um Supremo Tribunal serve como tribunal de apelação. O Tribunal Constitucional é o órgão supremo da jurisdição constitucional, teve a sua Lei Orgânica aprovada pela Lei n.° 2/08, de 17 de junho, e a sua primeira tarefa foi a validação das candidaturas dos partidos políticos às eleições legislativas de 5 de setembro de 2008. Está previsto entrar em vigor um novo Código Penal angolano ainda em 2014, resultado da revisão, já concluída, da legislação em vigor. Segundo o juiz conselheiro do Tribunal Constitucional angolano, Tomás Miguel, que coordena a Comissão de Reforma da Justiça e do Direito (CRJD), a tipificação do crime de branqueamento de capitais é uma das novidades previstas na nova legislação.

### Sistema eleitoral
Em 5 e 6 de setembro de 2008 foram realizadas eleições legislativas, as primeiras eleições desde 1992. As eleições decorreram sem sobressaltos e foram consideradas válidas pela comunidade internacional, não sem antes diversas ONG e observadores internacionais terem denunciado algumas irregularidades. O MPLA obteve mais de 80% dos votos, a UNITA cerca de 10%, sendo os restantes votos distribuídos por uma série de pequenos partidos, dos quais apenas um (PRS, regional da Lunda) conseguiu eleger um deputado. O MPLA pôde, portanto, neste momento governar com uma esmagadora maioria [carece de fontes?]

Bandeira do MPLA, o partido dominante na política do país

De acordo com a nova Constituição, aprovada em janeiro de 2010, passam a não se realizar eleições presidenciais, sendo o Presidente e o Vice-presidente os cabeças-de-lista do partido que tiver a maioria nas eleições legislativas. A nova constituição tem sido criticada por não consolidar a democracia e usar os símbolos do MPLA como símbolos nacionais. 
O regime angolano realizou as primeiras Eleições Gerais a 31 de agosto de 2012, um modelo constitucional novo, que surge na sequência da junção das eleições legislativas com as presidenciais, respeitando pela primeira vez o prazo constitucional de 4 anos entre eleições. Para além dos 5 partidos com assento na Assembleia Nacional — MPLA, UNITA, PRS (Partido da Renovação Social), FNLA, ND (Nova Democracia) — existiam mais 67 partidos em princípio habilitados para concorrer. José Eduardo dos Santos anunciou em dado momento a sua intenção de não ser novamente candidato, mas acabou por encabeçar a lista do seu partido. Como o MPLA ganhou novamente as eleições, com cerca de 71% (175 deputados), ele foi automaticamente eleito Presidente, em conformidade com as regras constitucionais em vigor. A UNITA aumentou a sua cota para cerca de 18% (32 deputados), e a Convergência Ampla para a Salvação de Angola (CASA), recentemente fundada por Abel Epalanga Chivukuvuku, obteve 6% (8 deputados). Para além destes três partidos, conseguiram ainda entrar no parlamento, com votações ligeiramente inferiores a 2%, o Partido da Renovação Social (PRS, 3 deputados) e a FNLA (2 deputados). São muito significativas as disparidades entre regiões, especialmente quanto aos resultados dos partidos da oposição: nas províncias de Cabinda e de Luanda, a oposição obteve p.ex. cerca de 40% dos votos, e a parte da UNITA foi de cerca de 30% no Huambo e em Luanda, e de 36% no Bié. A taxa de abstenção foi a mais alta verificada desde o início das eleições multipartidárias: 37,2%, contra 12,5% em 2008.[carece de fontes?]

### Relações internacionais

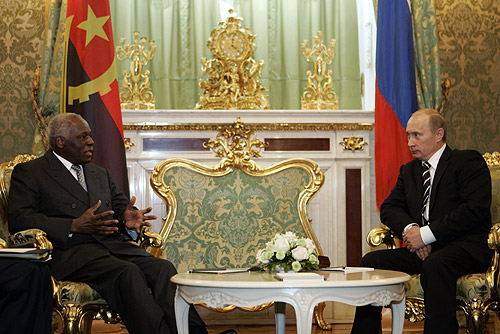
José Eduardo dos Santos durante encontro com Vladimir Putin em 2006

A 16 de outubro de 2014, Angola foi eleita pela segunda vez membro não permanente do Conselho de Segurança das Nações Unidas, com 190 votos favoráveis de um total de 193. O mandato teve início a 1 de janeiro de 2015 e uma duração de dois anos.
Desde janeiro de 2014, a República de Angola ocupa a presidência da Conferência Internacional para a Região dos Grandes Lagos (CIRGL). Em 2015, o secretário executivo da CIRGL, Ntumba Luaba, afirmou que Angola é o exemplo a ser seguido pelos membros da organização, devido aos avanços significativos registados ao longo dos 12 anos de paz, nomeadamente ao nível da estabilidade sócio-económica e político-militar.

### Direitos humanos

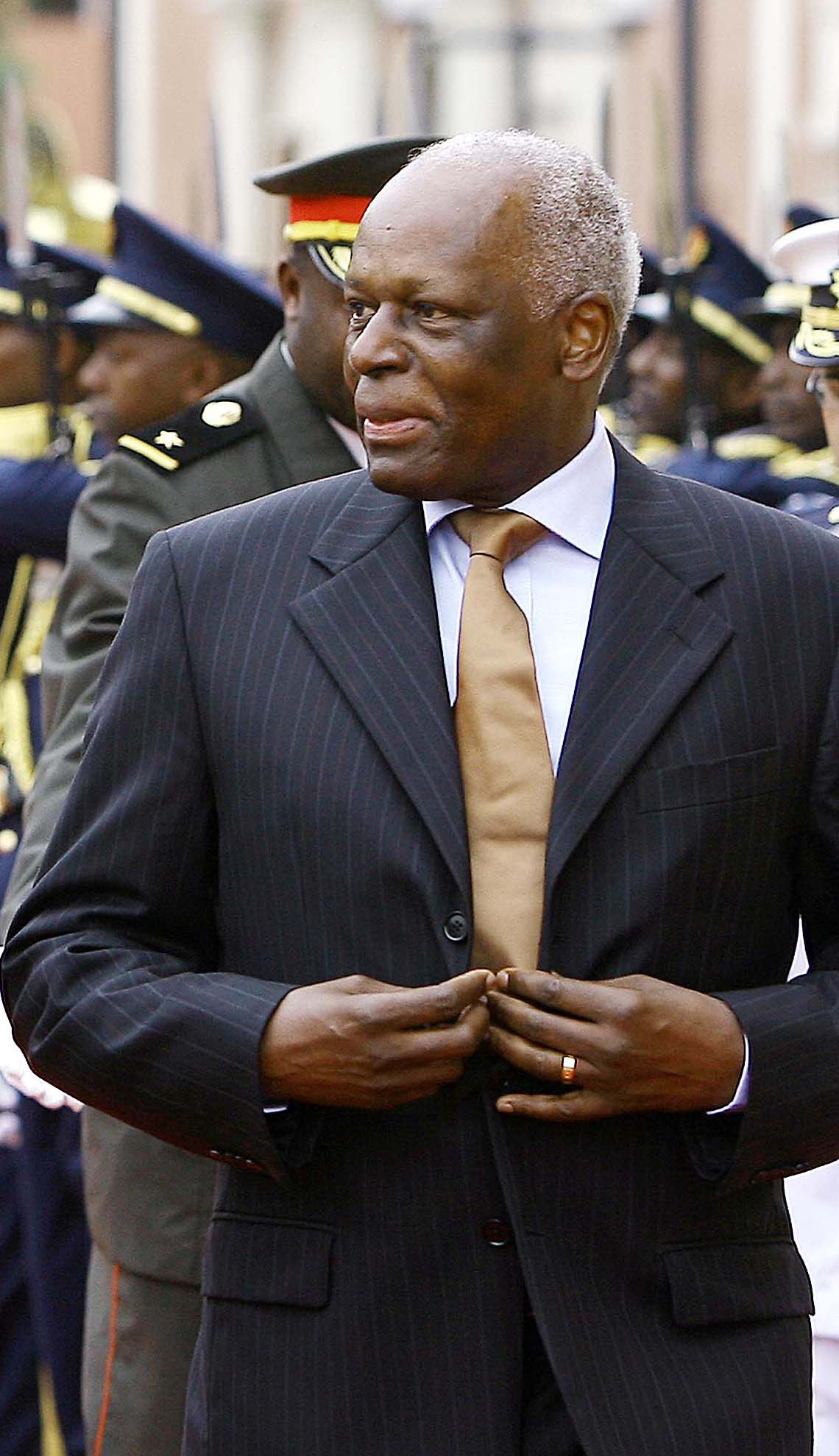
José Eduardo dos Santos, presidente de Angola de 1979 a 2017

Entretanto, a guerra civil de 27 anos causou grandes danos às instituições políticas e sociais do país. As Nações Unidas estimam em 1,8 milhão o número de pessoas internamente deslocadas, enquanto que o número mais aceite entre as pessoas afectadas pela guerra atinge os 4 milhões. As condições de vida quotidiana em todo o país e especialmente em Luanda (que tem uma população de cerca de 4 milhões, embora algumas estimativas não oficiais apontem para um número muito superior) espelham o colapso das infraestruturas administrativas, bem como de muitas instituições sociais. A grave situação económica do país inviabiliza um apoio governamental efectivo a muitas instituições sociais. Existem hospitais sem medicamentos ou equipamentos básicos, há escolas que não têm livros e é frequente que os funcionários públicos não tenham à disposição aquilo de que necessitam para o seu trabalho. Além disso, o país foi classificado como "não livre" pela Freedom House no seu relatório Freedom in the World de 2013, onde a organização também observa que as eleições parlamentares de agosto 2012, em que o Movimento Popular de Libertação de Angola ganhou mais de 70% dos votos, teve graves falhas, como listas de eleitores desatualizadas e imprecisas.
O país também é classificado como um "regime autoritário" e como uma das nações menos democráticas do mundo, ao ficar na 133.ª posição entre os 167 países analisados pelo Índice de Democracia de 2011, calculado pela Economist Intelligence Unit. Angola também ficou numa má posição no Índice Ibrahim de Governança Africana de 2013, quando foi classificada na 39.ª posição entre os 52 países da África Subsaariana, com uma avaliação particularmente má em áreas como "Participação e Direitos Humanos", "Oportunidade Económica Sustentável" e "Desenvolvimento Humano". O Índice Ibrahim utiliza uma série de variáveis diferentes para compilar a sua classificação, que reflete o estado dos governos na África. Angola também é considerada um dos mais corruptos do mundo pela Transparência Internacional.
No entanto, também teve alguns avanços. Aparentemente inspirada pelas revoltas populares em diferentes países árabes, correram entre fevereiro e março de 2011 iniciativas para organizar pela Internet, em Luanda, demonstrações de protesto contra o regime. Uma nova manifestação, visando em particular a pessoa do Presidente, teve lugar em inícios de setembro de 2011. Em 2019, a homossexualidade foi descriminalizada e o governo também proibiu a discriminação com base na orientação sexual. A votação foi esmagadora: 155 a favor, 1 contra, 7 abstenções.

## Subdivisões
As Províncias de Angola são as subdivisões administrativas de primeiro nível do país. Um total de vinte e uma províncias organizam-se no território angolano, cada província está organizada em partes menores que são os municípios, que somam 164. Os municípios podem se dividirem em partes ainda menores chamadas de comunas. Em todo o território angolano existem 518 comunas. As comunas podem ter uma ou mais cidades, vilas e aldeias em seu interior.

## Economia

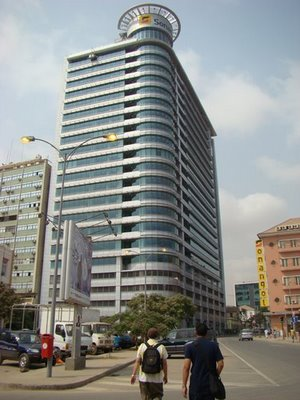
Sede da Sonangol, a empresa estatal angolana do ramo petrolífero. Angola é o segundo maior produtor de petróleo da África subsaariana, atrás apenas da Nigéria.

A economia de Angola caracterizava-se, até à década de 1970, por ser predominantemente agrícola, sendo o café a sua principal cultura. Seguiam-se-lhe cana-de-açúcar, sisal, milho, óleo de coco e amendoim. Entre as culturas comerciais, destacavam-se o algodão, o tabaco e a borracha. A produção de batata, arroz, cacau e banana era relativamente importante. Os maiores rebanhos eram de gado bovino, caprino e suíno.[carece de fontes?]
Angola é rica em minerais, especialmente diamantes, petróleo e minério de ferro; possui também jazidas de cobre, manganês, fosfatos, sal, mica, chumbo, estanho, ouro, prata e platina. As minas de diamante estão localizadas perto de Dundo, no distrito de Luanda. Importantes jazidas de petróleo foram descobertas em 1966, ao largo de Cabinda, e mais tarde ao largo da costa até Luanda, tornando Angola num dos importantes países produtores de petróleo (sendo, atualmente, o segundo maior produtor da África subsaariana), com um desenvolvimento económico possibilitado e dominado por esta actividade. Em 2006, Angola entrou para a OPEP, no entanto, o país optou por deixar a organização ao final do ano de 2023. O principal motivo alegado para a saída foi o desacordo sobre as metas de produtividade que a organização deseja impor ao país (a OPEP, buscando controlar os preços, pedia a Angola a redução da produção para 1,11 milhão de barris por dia, enquanto que o país insistia em manter sua produção na casa dos 1,18 milhão de barris por dia). Alguns analistas apontam que a oposição (e consequente saída) do governo angolano frente a OPEP faria parte da estratégia do presidente João Lourenço para promover e fortalecer uma maior aproximação com os Estados Unidos. Em 1975 foram localizados depósitos de urânio perto da fronteira com a Namíbia.[carece de fontes?]
As principais indústrias do território são as de beneficiamento de oleaginosas, cereais, carnes, algodão e tabaco. Merece destaque, também, a produção de açúcar, cerveja, cimento e madeira, além do refino de petróleo. Entre as indústrias destacam-se as de pneus, fertilizantes, celulose, vidro e aço. O parque fabril é alimentado por cinco usinas hidroeléctricas, que dispõem de um potencial energético superior ao consumo.[carece de fontes?]
O sistema ferroviário de Angola compõe-se de cinco linhas que ligam o litoral ao interior. A mais importante delas é a estrada de ferro de Benguela, que faz a conexão com as linhas de Catanga, na fronteira com o Zaire. A rede rodoviária, na sua maioria constituída de estradas de segunda classe, liga as principais cidades. Os portos mais movimentados são os de Luanda, Lobito, Soyo, Namibe e Cabinda. O aeroporto de Luanda é o centro de linhas aéreas que põem o país em contacto com outras cidades africanas, europeias e americanas.[carece de fontes?]
Um problema estrutural sério da economia angolana é a desigualdade muito marcada entre as diferentes regiões, em parte causadas pela guerra civil prolongada. O dado mais eloquente é a concentração de cerca de um terço da actividade económica em Luanda e na província contígua do Bengo, enquanto em várias áreas do interior se verificam até processos de regressão.
Uma característica cada vez mais saliente da economia angolana é a de uma parte substancial dos investimentos privados, tornados possíveis graças a uma acumulação exorbitante na mão de uma pequena franja da sociedade (ver em baixo), é canalizada para fora do país. Por agora, Portugal é o alvo preferencial destes investimentos, que se verifica na banca, energia, telecomunicações e comunicação social, mas também na vinicultura e fruticultura, em imóveis, bem como em empreendimentos turísticos.
Angola tem feito diversos investimentos e apostas na formação de novos empreendedores e na criação de novos negócios e subsequentes empregos, bem como na formulação de parcerias com outros países, liderando a Conferência Empresarial dos PALOPs, mantendo sempre uma relação mutuamente benéfica com Portugal — cujas exportações de Angola para este totalizaram 1,127 000 milhões de euros, nos primeiros quatro meses de 2013. Os investimentos em Angola estão também em ascensão por parte de países fora da área da lusofonia: segundo a ANIP (Associação Nacional de Investimento Privado) o investimento em Angola tem sido crescente e muito acentuado.
Os benefícios do crescimento económico de Angola chegam de maneira bastante desigual à população. É visível o rápido enriquecimento de um segmento social ligado aos detentores do poder político, administrativo e militar. Um leque de "classes médias" encontra-se em formação nas cidades onde se concentram mais de 50% da população. No país, grande parte da população vive em condições de pobreza relativa, com grandes diferenças entre as cidades e o campo: um inquérito realizado em 2008 pelo Instituto Nacional de Estatística indica que 37% da população angolana vive abaixo da linha de pobreza, especialmente no meio rural (o índice de pobreza é de 58,3%, enquanto o do meio urbano é de 19%). Nas cidades grande parte das famílias, além dos classificados como pobres, está remetida para estratégias de sobrevivência. Nas áreas urbanas, também as desigualdades sociais são mais evidentes, especialmente em Luanda.
O advento da paz militar, em 2002, permitiu um balanço diferenciado dos problemas económicos e sociais extremamente complexos que se colocavam ao país, mas também do leque de possibilidades que se abriam. Os indicadores disponíveis até à data indicam que a lógica da economia política, seguida desde os anos 1980 e de maneira mais manifesta na década dos anos 2000, levou a um crescimento económico notável, em termos globais, mas, ao mesmo tempo, manteve e acentuou distorções graves, em termos sociais e também económicos.[carece de fontes?]
Convém referir que, nas listas do Índice de Desenvolvimento Humano elaboradas pela ONU, Angola ocupa sempre um lugar entre os países mais mal colocados.
Em junho de 2014, o Brasil anunciou que apoia a candidatura de Angola a membro não permanente do Conselho de Segurança da ONU. De acordo com a presidente do Brasil, Dilma Rousseff, "Angola poderá oferecer um olhar atento e alternativas equilibradas aos actuais desafios da paz e segurança internacionais".
Com um stock de activos correspondentes a 70 000 milhões US$, (6,8 biliões Kz), Angola é hoje o terceiro maior mercado financeiro da África subsaariana, superada apenas pela Nigéria e África do Sul. De acordo com o Ministro da Economia angolano, Abraão Gourgel, o mercado financeiro do país cresceu modestamente a partir de 2002 e hoje situa-se em terceiro lugar a nível da África Subsaariana.
Em 2013 Angola foi o país africano que mais investimentos realizou no estrangeiro, especialmente em Portugal, revelou um relatório da Conferência das Nações Unidas para o Comércio e Desenvolvimento. O facto de Angola se ter assumido como emissor de investimento directo estrangeiro é particularmente surpreendente, tendo em conta o grande volume de investimentos que o país recebeu nos últimos anos, principalmente ao nível da exploração petrolífera e do gás natural, bem como de infra-estruturas rodoviárias e ferroviárias.
Globalmente os países da África Subsaariana têm vindo a conseguir melhorias significativas ao nível do bem-estar das populações, de acordo com um relatório da Tony Blair Africa Governance Initiative em conjunto com o The Boston Consulting Group. Angola tem investido em melhorar infra-estruturas em estado crítico, num investimento possível graças aos fundos de desenvolvimento provenientes do petróleo. Segundo o mesmo relatório, apenas 10 anos depois da Guerra Civil, os padrões de vida em Angola melhoraram surpreendentemente. A esperança média de vida aumentou de 46 anos em 2002 para 51 em 2011. As taxas de mortalidade infantis diminuíram de 25% em 2001 para 19% em 2010 e o número de alunos em escolas primárias triplicou desde 2001. No entanto, as desigualdades económicas e sociais que têm vindo a ser uma característica do país não diminuíram, mas em muitos aspectos até acentuarem-se.[carece de fontes?]
O FMI prevê que o crescimento do Produto Interno Bruto (PIB) real venha a atingir em 2014 os 3,9%. O Fundo afasta assim a possibilidade de a curto prazo conceder novos empréstimos à economia angolana, pelo facto de essa reflectir “melhorias significativas” no ambiente macroeconómico e na gestão e transparência das contas nacionais. Em agosto de 2014, a agência de notação financeira Moody's divulgou uma nota aos mercados na qual previa um crescimento da economia de Angola de 7,8% em 2014. No dia 19 de dezembro de 2014 foi lançada a operadora de mercado de capitais angolanos, a Bolsa de Dívida e Valores de Angola (BODIVA). A operadora recebeu inicialmente o mercado secundário de dívida pública, com o arranque do mercado de dívida corporativa em 2018 e o mercado acionista em 2022.

## Infraestrutura

### Saúde
Uma pesquisa em 2007 concluiu que ter uma quantidade pequena ou deficiente de Niacina era comum em Angola. Angola está localizada na zona endémicas de febre-amarela. A partir de 2004, a relação dos médicos por população foi estimada em 7,7 por 100 000 pessoas. Em 2005, a expectativa de vida foi estimada em apenas 38,43 anos, uma das mais baixas do mundo.
A mortalidade infantil em 2005 foi estimada em 187,49 por 1 000 nascidos vivos, as mais altas do mundo. A incidência de tuberculose em 1999 foi 271 por 100 000 pessoas. Taxas de imunização de crianças de um ano de idade em 1999 foram estimadas em 22% de tétano, difteria e tosse convulsa e 46% para sarampo. A desnutrição tem afetado cerca de 53% das crianças abaixo de cinco anos de idade a partir de 1999. Desde 1975 e 1992, houve 300 000 mortes relacionadas com a guerra civil. A taxa global de morte foi estimada em 24 por 1 000 em 2002. Embora se mantenha entre os países com as taxas de expectativa de vida mais baixas e de mortalidade infantil mais altas do mundo, desde 2002 a esperança de vida em Angola passou de 47 para 51 anos e a mortalidade infantil baixou de 250 para 195 em mil.
A prevalência de HIV/SIDA foi 3,90 por 100 adultos em 2003. Em 2004, havia aproximadamente 240 000 pessoas que vivem com HIV/SIDA no país. Estima-se que houve 21 000 mortes de SIDA em 2003. Em 2000, 38% da população tiveram acesso à água potável e 44% tinham saneamento adequado.
Em setembro de 2014 foi criado por decreto presidencial o Instituto Angolano de Controlo de Câncer (IACC), que vai integrar o Serviço Nacional Saúde de Angola. Um instituto oncológico que vai assumir-se como instituição de referência nas regiões central e austral de África. O objectivo deste novo centro é assegurar a assistência médica e medicamentosa em oncologia, a implementação de políticas, programas e planos nacionais de prevenção, bem como o tratamento especializado.
Em 2014, Angola lançou uma campanha nacional de vacinação contra o sarampo, alargada a todas as crianças com menos de 10 anos e que pretende percorrer todas as 18 províncias do País. A medida faz parte do Plano Estratégico de Eliminação do Sarampo 2014–2020 elaborado pelo Ministério da Saúde angolano e que prevê o reforço da vacinação de rotina e manuseamento correto dos casos de sarampo, campanhas nacionais, a introdução da segunda dose de vacinação contra a doença no calendário nacional de vacinação de rotina e vigilância epidemiológica activa do sarampo. Essa campanha decorreu em paralelo com uma acção de vacinação contra a poliomielite e a administração de vitamina A.

### Educação
Logo depois da independência do país, uma das prioridades foi a de expandir o ensino e de incutir-lhe um novo espírito. Neste sentido, mobilizaram-se não apenas os recursos humanos e materiais existentes em Angola, mas concluiu-se um acordo com Cuba que previu uma intensa colaboração deste país no sector da educação (como, por sinal, também no da saúde). Essa colaboração, de uma notável eficácia, durou 15 anos, e possibilitou avanços significativos em termos não apenas de uma cobertura do território como também de um aperfeiçoamento da qualidade dos professores e do seu ensino.
Apesar desses avanços, a situação continua até hoje pouco satisfatória. Enquanto na lei, o ensino em Angola é compulsório e gratuito até aos oito anos de idade, o governo reporta que uma percentagem significativa de crianças não está matriculada em escolas por causa da falta de estabelecimentos escolares e de professores. Os estudantes são normalmente responsáveis por pagar despesas adicionais relacionadas com a escola, incluindo livros e alimentação. Ainda continua a ser significante as disparidades na matrícula de jovens entre as áreas rural e urbana. Em 1995, 71,2% das crianças com idade entre 7 e 14 anos estavam matriculadas na escola. É reportado que uma percentagem maior de rapazes está matriculada na escola em relação às raparigas. Durante a Guerra Civil Angolana (1975–2002), aproximadamente metade de todas as escolas foi saqueada e destruída, levando o país aos actuais problemas com falta de escolas. O Ministro da Educação contratou 20 000 novos professores em 2005 e continua a implementar a formação de professores. Os professores tendem a receber um salário baixo, sendo inadequadamente formados e sobrecarregados de trabalho (às vezes ensinando durante dois ou três turnos por dia). Professores também reportaram suborno directamente dos seus estudantes. Outros factores, como a presença de minas terrestres, falta de recursos e documentos de identidade e a pobre saúde também afastam as crianças de frequentar regularmente a escola. Apesar dos recursos alocados para a educação terem crescido em 2004, o sistema educacional da Angola continua a receber recursos muito abaixo do necessário. A taxa de alfabetização é muito baixa, com 67,4% da população acima dos 15 anos que sabem ler e escrever português. Em 2001, 82,9% dos homens e 54,2% das mulheres estavam alfabetizados. Desde a independência de Portugal, em 1975, uma quantidade consideráveis de estudantes angolanos continuaram a ir todos os anos para escolas, instituições politécnicas e universidades portuguesas, brasileiras, russas e cubanas através de acordos bilaterais.
Por outro lado, verificou-se no ensino superior um crescimento notável. A Universidade Agostinho Neto, pública, herdeira da embrionária "Universidade de Luanda" dos tempos coloniais, chegou a ter cerca de 40 faculdades espalhadas por todo o país; em 2009 foi desmembrada, continuando a existir como tal apenas em Luanda e na Província do Bengo, enquanto se constituíram, a partir das faculdades existentes, seis universidades autónomas, cada uma vocacionada para cobrir determinadas províncias, inclusive pelo sistema dos pólos noutras cidades: em Benguela a Universidade Katyavala Bwila, em Cabinda a Universidade 11 de Novembro, no Huambo a Universidade José Eduardo dos Santos, no Lubango a Universidade Mandume ya Ndemufayo, em Malanje (com Saurimo e Luena) a Universidade Lueji A'Nkonde. Além disto existe desde a independência a Universidade Católica de Angola, em Luanda. A partir dos anos 1990, fundaram-se toda uma série de universidades privadas, algumas ligadas a universidades portuguesas como a Universidade Jean Piaget de Angola, a Universidade Lusófona de Angola, a Universidade Lusíada de Angola, e a Angola Business School (todas em Luanda), outras resultantes de iniciativas angolanas: a Universidade Privada de Angola com campus em Luanda e no Lubango, e em Luanda ainda a Universidade Metodista de Angola e a Universidade Técnica de Angola, a Universidade Independente de Angola, a Universidade Metropolitana de Angola, a Universidade Oscar Ribas, a Universidade Gregório Semedo a Universidade de Belas bem como o Instituto Superior de Ciências Sociais e Relações Internacionais. Todos estes estabelecimentos lutam, em grau maior e menor, com problemas de qualidade, e em Luanda alguns começam a ter problemas de procura.
Em setembro de 2014, o Ministério da Educação angolano anunciou que iria fazer um investimento de 16 milhões de euros na informatização de mais de 300 salas de aula em todo o país. O projecto inclui ainda a formação de professores a nível nacional, "visando a introdução e utilização das novas tecnologias de informação nas escolas primárias, reflectindo a melhoria da qualidade do ensino".
A taxa de analfabetismo em Angola é de 30%.

### Transportes

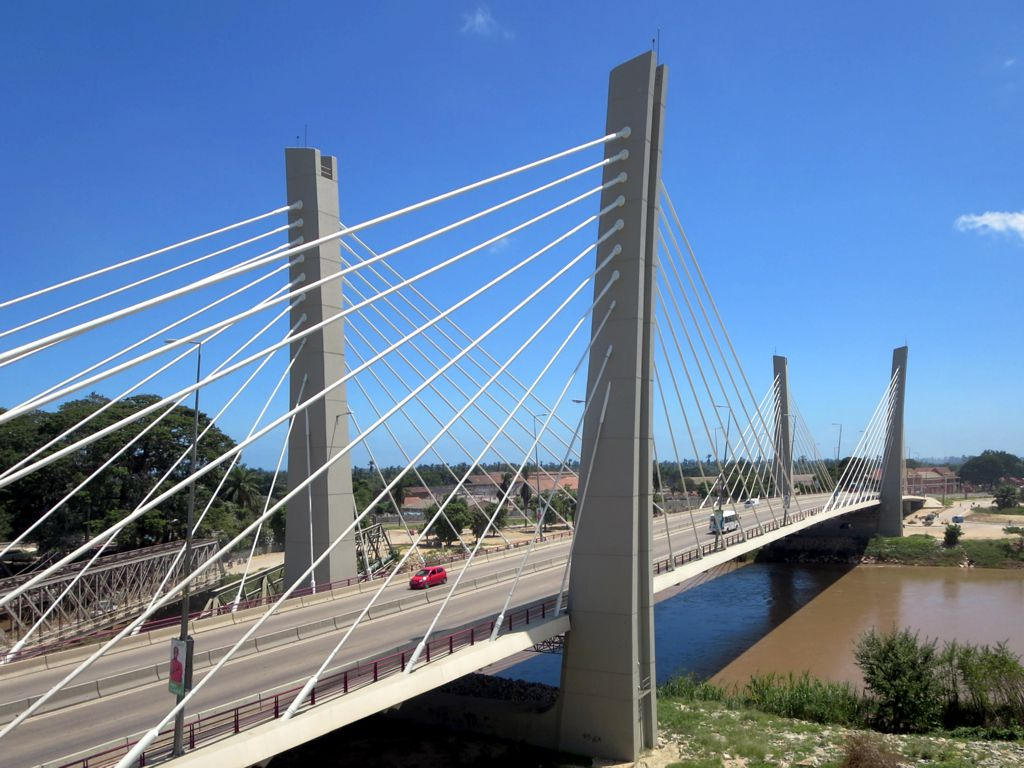
Ponte sobre o rio Catumbela em Benguela

As estradas deterioram-se devido ao conflito armado. A rede ferroviária em Angola é constituída por três linhas no sentido leste-oeste. A principal rede é a do centro do país que faz ligação entre o porto do Lobito e a fronteira do Congo, onde se liga com a rede deste país. As outras linhas são as de Moçâmedes e de Luanda. O país tem uma rede ferroviária de 2 852 km.
Luanda dispõe de um aeroporto internacional, que é a principal porta de entrado do tráfego internacional. Angola mantém várias ligações áreas com países de África, América e Europa. A rede de voos domésticos mantém várias ligações entre si e existem mais de 176 aeroportos em Angola, sendo 31 com pistas pavimentadas. Dez companhias aéreas operam no país e transportam cerca de 1,2 milhão de pessoas todos os anos.
Angola dispõe de três portos principais, que estão localizados na costa ocidental e são a testa das três principais redes ferroviárias do país: o Porto de Luanda, o Porto do Lobito e o Porto de Moçâmedes. Além destes ainda existem os portos do Soyo, Cabinda (em obras de expansão) e Amboim-Cuanza Sul.

### Telecomunicações

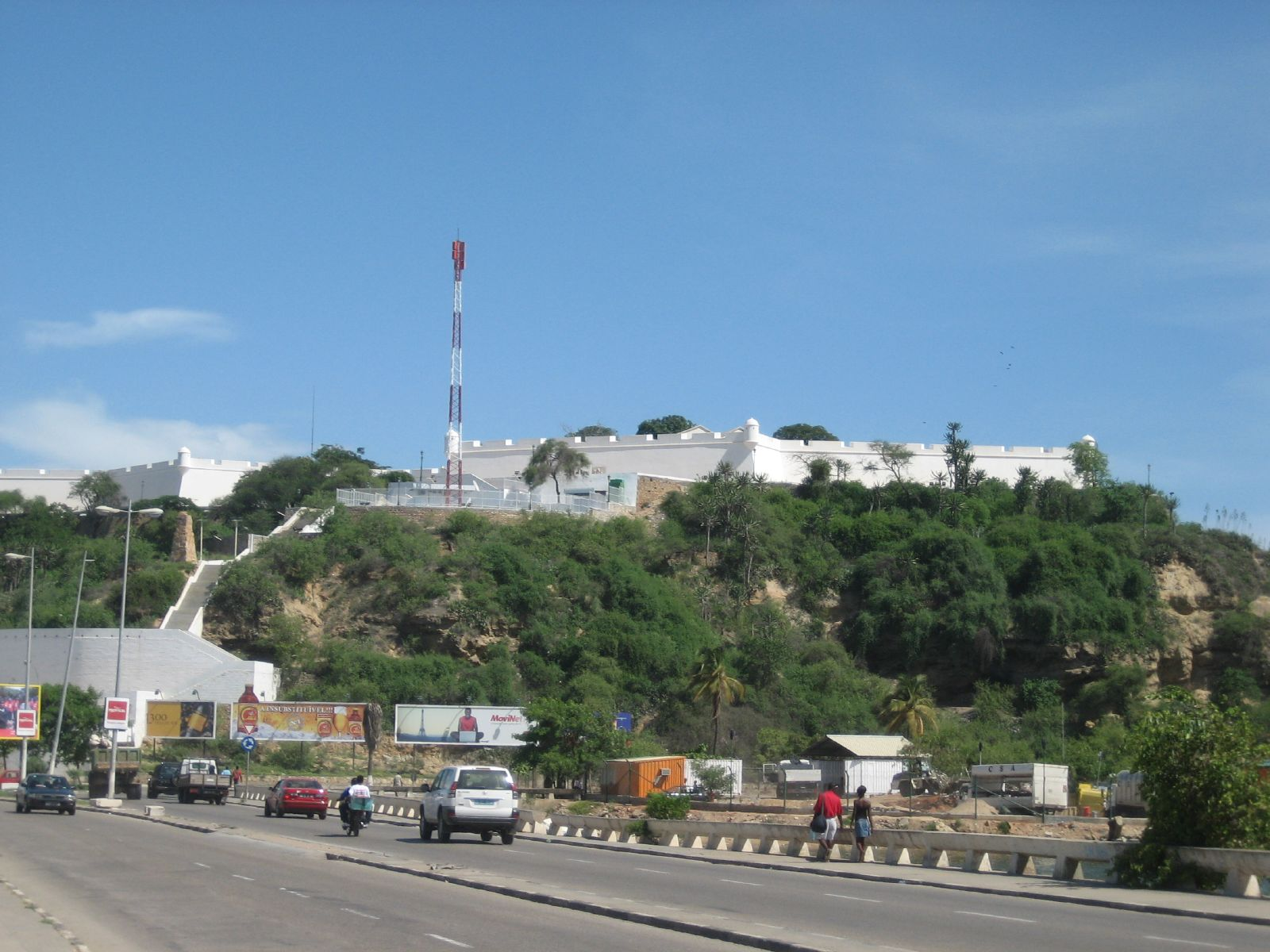
Torre de transmissão no Forte de São Miguel, em Luanda

O sector das telecomunicações é considerado uma das áreas estratégicas em Angola. Em outubro de 2014 foi anunciada a construção do primeiro cabo submarino de fibra óptica do Hemisfério Sul. O projecto visa conectar as cidades de Luanda (Angola) e Fortaleza (Brasil), permitindo uma ligação mais directa entre os 2 continentes. Essa iniciativa tem como objectivo tornar Angola num hub do continente, melhorando a qualidade das ligações de Internet a nível nacional e internacional.
O primeiro satélite artificial angolano denominado AngoSat-1, foi lançado a 26 de dezembro de 2017 por volta das 20h WAT, com a previsão de entrar em órbita oito horas depois, isto é, por volta das 4h00 WAT do dia 27 de dezembro de 2017, e permitirá assegurar telecomunicações em todo o território nacional e mais além. De acordo com Aristides Safeca, secretário de Estado das Telecomunicações, o satélite vai disponibilizar serviços de telecomunicações, televisão, internet e governo eletrónico, devendo permanecer em órbita “na melhor das hipóteses” durante 18 anos.
A gestão do domínio '.ao', relativo a páginas de Internet, passou de Portugal para Angola em 2015, na sequência da aprovação de uma nova legislação pelo Governo angolano. O despacho conjunto do ministro das Telecomunicações e Tecnologias de Informação, José Carvalho da Rocha, e da ministra da Ciência e Tecnologia, Maria Cândida Pereira Teixeira, refere que “no âmbito da massificação” daquele domínio angolano “estão criadas as condições para a transferência da raiz do domínio '.ao' de Portugal para Angola”.

## Cultura

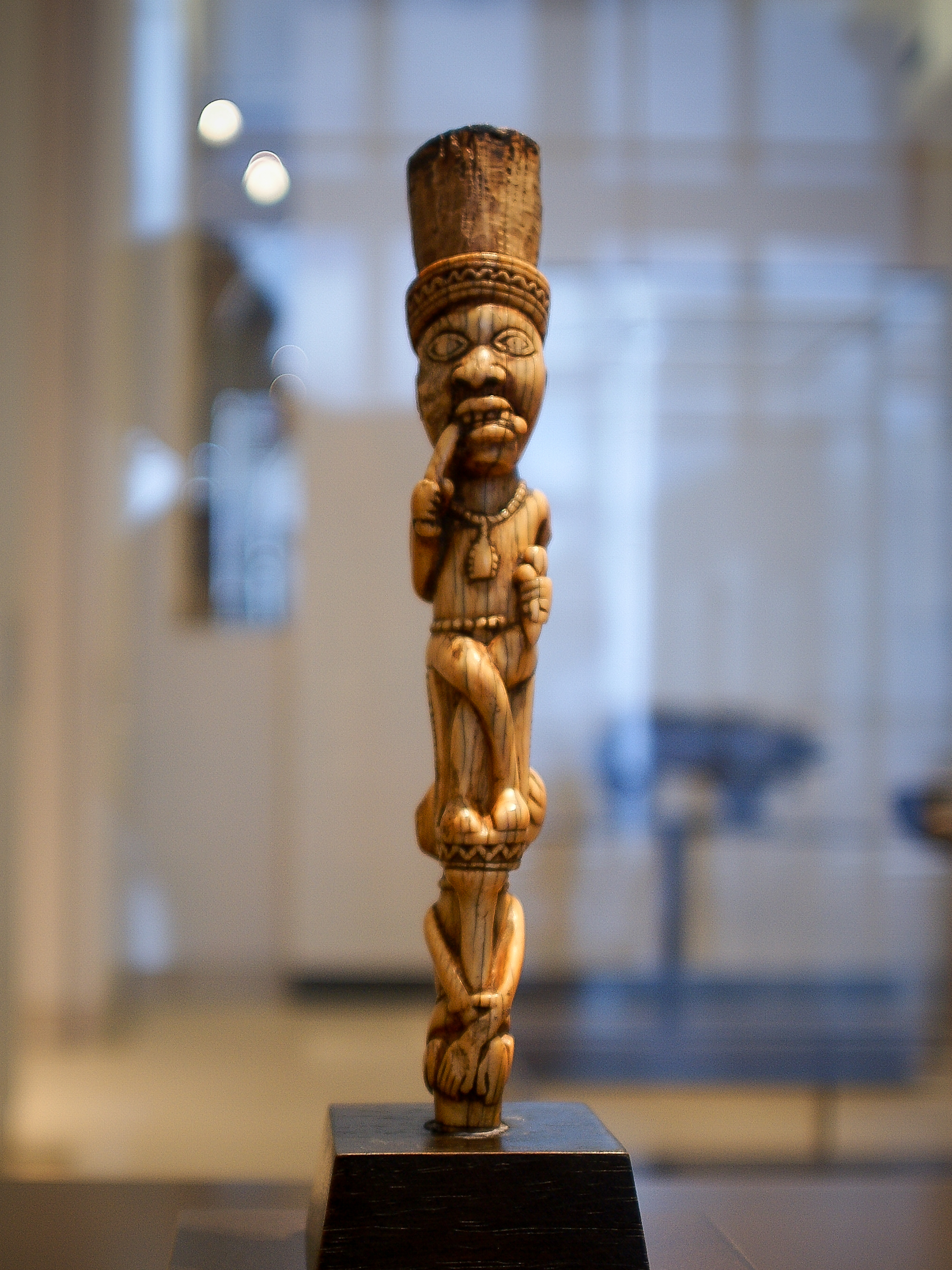
Escultura iombe do século XIX

A cultura angolana é por um lado tributária das etnias que se constituíram no país há séculos, principalmente os ovimbundos, ambundos, congos, chócues e ovambo. Por outro lado, Portugal esteve presente na região de Luanda e mais tarde também em Benguela a partir do século XVI, ocupando o território correspondente à Angola de hoje durante o século XIX e mantendo o controlo da região até 1975. Essa presença redundou em fortes influências culturais, a começar pela introdução da língua língua portuguesa e do cristianismo. Essa influência nota-se particularmente nas cidades onde hoje vive mais de metade da população. No lento processo de formação uma sociedade abrangente e coesa em Angola, que continua até hoje, registam-se por tudo isto "ingredientes" culturais muito diversos, em constelações que variam de região para região.[carece de fontes?]

### Literatura
A literatura de Angola nasceu antes da Independência de Angola em 1975, mas o projecto de uma ficção que conferisse ao homem africano o estatuto de soberania surge por volta de 1950 gerando o movimento Novos Intelectuais de Angola.

### Dança
No país, a dança distingue diversos géneros, significados, formas e contextos, equilibrando a vertente recreativa com a sua condição de veículo de comunicação religiosa, curativa, ritual e mesmo de intervenção social. Não se restringindo ao âmbito tradicional e popular, manifesta-se igualmente através de linguagens académicas e contemporâneas. A presença constante da dança no quotidiano, é produto de um contexto cultural apelativo para a interiorização de estruturas rítmicas desde cedo. Iniciando-se pelo estreito contacto da criança com os movimentos da mãe (às costas da qual é transportada), esta ligação é fortalecida através da participação dos jovens nas diferentes celebrações sociais (os jovens são os que mais se envolvem), onde a dança se revela determinante enquanto factor de integração e preservação da identidade e do sentimento comunitário.[carece de fontes?]
Depois de vários séculos de colonização portuguesa, Angola acabou por também sofrer misturas com outras culturas actualmente presentes no Brasil, Moçambique e Cabo Verde. Com isto, Angola hoje se destaca pelos mais diversos estilos musicais, tendo como principais: o Semba, o Kuduro, a Kizomba e a Rebita. Em 2014 foi inaugurada na província de Luanda, a Casa da Música de Talatona, um espaço de promoção e divulgação da música angolana, privilegiando o semba como forma de contribuir para a sua preservação, divulgação e perpetuação.

### Desporto

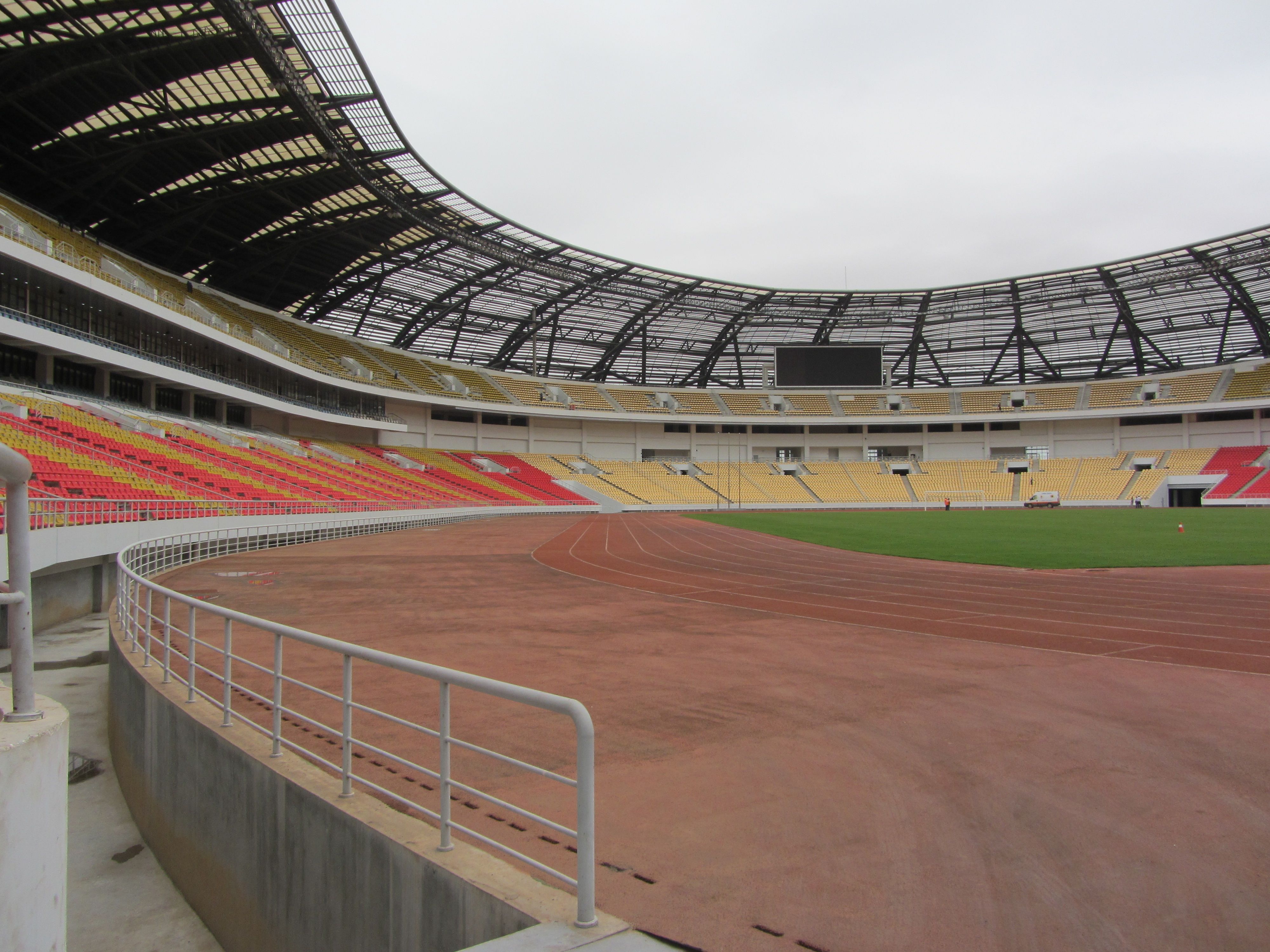
Interior do Estádio Nacional 11 de Novembro

O basquete é o desporto mais popular em Angola. A sua seleção nacional venceu o Afrobasket 11 vezes e detém o recorde de maior número de títulos. Como uma equipa de ponta na África, é um concorrente regular nos Jogos Olímpicos de Verão e na Copa do Mundo da FIBA.
No futebol, Angola sediou o Campeonato Africano das Nações de 2010. A seleção nacional qualificou-se para o Campeonato do Mundo FIFA de 2006, na sua primeira aparição na fase final de um Mundial de Futebol. Eles foram eliminados após uma derrota e dois empates na fase de grupos. Ganharam três Taças COSAFA e foram para a final da Campeonato das Nações Africanas de 2011.
O país também apareceu nos Jogos Olímpicos de Verão durante sete anos e ambos competem regularmente e uma vez já sediou a Copa do Mundo de Hóquei em Patins FIRS, onde o melhor resultado é o sexto. Acredita-se também que Angola tenha raízes históricas na arte marcial "Capoeira Angola" e "Batuque", praticada por angolanos africanos escravizados transportados como parte do comércio atlântico de escravos.

### Festas
Algumas das festas típicas de Angola são:
- Festas do Mar: Estas festas tradicionais designadas por Festas do Mar, têm lugar na cidade do Namibe. Estas festas provêm de antiga tradição com carácter cultural, recreativo e desportivo. Habitualmente realizam-se na época de verão e é habitual terem exposições de produtos relacionados com a agricultura, pescas, construção civil, petróleos e agro-pecuária;[160]
- Carnaval: O desfile principal realiza-se na avenida da marginal de Luanda. Vários corsos carnavalescos, corsos alegóricos desfilam numa das principais avenidas de Luanda e de Benguela;[160]
- Festas das frutas: realizadas entre o verão e início do outono, simbolizam a alegria de uma lavoura farta na época da colheita. O enfoque da festa muda de acordo com a região, ex.: Festa da Uva ao noroeste, Festa. Da Manjuba Roxa ao sul;
- Festas da Nossa Senhora de Muxima: O santuário da Muxima está localizado no Município da Quissama, Província do Bengo e durante todo o ano recebe milhares de fiéis. É uma festa muito popular que se realiza todos os anos e que inevitavelmente atrai inúmeros turistas, pelas suas características religiosas.[160]

Em 2014, Angola retomou a realização do Festival Nacional de Cultura (FENACULT), após 25 anos de interregno. O festival decorreu em todas as capitais provinciais do país entre 30 de agosto e 20 de setembro e teve como tema "A Cultura como Factor de Paz e Desenvolvimento".

### Cinema
O início da produção cinematográfica em Angola tem como base a atracção pelo "exotismo" das paisagens, povos, costumes e culturas locais, bem como o registo do crescimento e desenvolvimento do império colonial português em África. Em 2025, Angola estreou o seu primeiro filme musical, "As Aventuras de Angosat".

### Arte

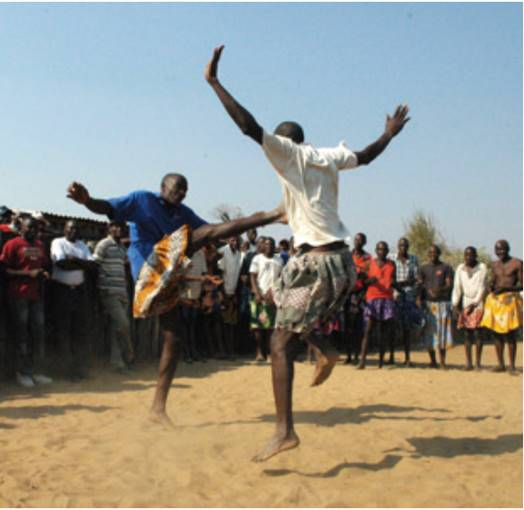
Chutes no Engolo.

O N'golo ou Engolo, é uma arte marcial de origem angolana, praticada em África durante séculos. Suas principais características são os chutes. Acredita-se que o N'golo seja considerada a precursora da capoeira, devido a sua grande semelhança, e por ser uma das artes angolanas a serem introduzidas no Brasil por escravos. No Brasil, o N'golo foi mencionado pela primeira vez no Rio de Janeiro, porém foi desenvolvida principalmente na Bahia, até adquirir características próprias e virar a capoeira moderna.